# Pierre de Sainte-Marthe de Lalande
Pour les articles homonymes, voir Lalande.
Pierre, marquis de Sainte-Marthe de Lalande, est un gouverneur colonial français né vers 1648 et mort en 1692.

## Biographie
Fils d'Antoine André de Sainte-Marthe, Pierre de Sainte-Marthe de La Lande devient gouverneur de Grenade en 1674, de la Guadeloupe en 1679 et de la Guyane en 1684.